# Першотравневое (Васильевская городская община)
Першотравневое (укр. Першотравневе) — село,
Скельковский сельский совет,
Васильевский район,
Запорожская область,
Украина.
Код КОАТУУ — 2320986604. Население по переписи 2001 года составляло 439 человек.

## Географическое положение
Село Першотравневое находится в 2-х км от левого берега Каховского водохранилища (Днепр),
на расстоянии в 1 км от села Шевченко и в 3-х км от города Васильевка.
Рядом проходят автомобильные дороги Р-37 Т-0817.

## История
- 1922 — дата основания.

## Происхождение названия
Село было названо в честь праздника весны и труда Первомая, отмечаемого в различных странах 1 мая; в СССР он назывался Международным днём солидарности трудящихся.
На территории Украиской ССР имелись 50 населённых населённых пунктов с названием Першотравневое и 27 — с названием Первомайское.